# Indifferenzgeschäft
Als Indifferenzgeschäft wird in der Bankbetriebslehre und im Bankwesen eine Produktgruppe von Finanzprodukten bezeichnet, bei denen Kreditinstitute Bankgebühren vereinnahmen. 

## Allgemeines
Jedes Bankgeschäft lässt sich einer der drei Kategorien zuordnen, dem Zinsgeschäft, Finanzkommissionsgeschäft oder Indifferenzgeschäft. Letzterem wird eine Vielzahl höchst unterschiedlicher Dienstleistungen zugerechnet, deren Entgelt in einer Stückgebühr besteht. Bei indifferenten Bankgeschäften gewähren die Kreditinstitute weder Kredit noch nehmen sie Bankguthaben an. Sie werden insbesondere im Rahmen der Allfinanz in erheblichem Umfang als Dienstleistungsunternehmen tätig (Indifferenzgeschäfte).

## Geschichte
Ersichtlich zum ersten Mal tauchte der Begriff der indifferenten Bankgeschäfte 1910 auf. 1911 erwähnte ihn Eugen Philippovich von Philippsberg im Rahmen der Volkswirtschaftslehre, 1923 folgte Johannes Conrad. Georg Obst definierte diese 1923 als Geschäfte ohne Kredit von einer Bank oder ohne Kredit an eine Bank. Im Jahre 1926 erwähnten ihn zwei Publikationen. Melchior Palyi ging 1933 auf die indifferenten Bankgeschäfte ausführlich ein. Sie sind Geschäfte ohne Risiko für die Banken. Wilhelm Kalveram teilte die Indifferenzgeschäfte in „Wertübertragungen“ (Zahlungsverkehr), „Wertumwandlungen“ (An- und Verkauf von Devisen, Edelmetallhandel, Effekten, Sorten), „Wertverwaltung“ (Depotgeschäft) und „Wertaufbewahrung“ (Bankschließfach). Da sie weder Aktiv- noch Passivgeschäfte darstellten, seien sie indifferente Bankgeschäfte.

## Einteilung
In der Bankbetriebslehre wird folgende Einteilung vorgenommen:
| Kategorie                 | Produktgruppe                            | Bankgeschäfte | Preis |
| ------------------------- | ---------------------------------------- | --- | --- |
| Zinsgeschäft              | Aktivgeschäft Passivgeschäft             | Kreditgeschäfte: Geldleihe: Anschaffungskredit, Bau- und Immobilienfinanzierung, Dispositionskredit, Konsumkredit, Lombardkredit Unternehmensfinanzierung: Investitionskredit, Kontokorrentkredit Corporate Finance: Emissionsgeschäft, Konsortialkredite Kommunalkredite Kreditleihe: Avalkredite, Akkreditive Einlagengeschäft: Sichteinlagen, befristete Einlagen, Spareinlagen, Spar(kassen)briefe | Kreditzinsen, Sollzinsen, Überziehungszinsen Habenzinsen                                                                           |
| Finanzkommissionsgeschäft | Effektengeschäft                         | Wertpapierdepotgeschäft, Wertpapierhandel, Wertpapierorders | Provisionen |
| Indifferenzgeschäft       | Zahlungsverkehr Beratung Inkassogeschäft | bargeldloser Zahlungsverkehr: Inlandszahlungsverkehr, Auslandszahlungsverkehr Barauszahlungen, Bareinzahlungen Verwahrungsgeschäft: Bankschließfach Anlageberatung, Financial advisory, Financial Engineering Dokumenteninkasso | Bankgebühren: Bearbeitungsgebühren, Buchungspostengebühren, Depotgebühren, Kontoführungsgebühren Beratungsgebühren Inkassogebühren |

Das Zinsgeschäft setzt sich aus dem Passivgeschäft (Bankguthaben jeder Art) und dem Aktivgeschäft (Kreditgeschäft) zusammen. Im Passivgeschäft erhält der Kunde einen Habenzins auf seine Geldanlagen, der niedriger ist als der Kreditzins, den Kreditinstituten bei Kapitalnachfrage auf dem Kapitalmarkt bezahlen müssten. Im Hinblick darauf wird der Bankenmarkt mit Bankkunden als Primärmarkt, der Kapitalmarkt als Sekundärmarkt bezeichnet. Im Aktivgeschäft zahlt der Kreditnehmer einen Kreditzins auf seine Kreditschuld, der höher ist als der Zins, den die Bank bei Kreditvergabe am Kapitalmarkt erhalten würde. Die Banken erhalten am Kapitalmarkt im Regelfall günstigere Zinskonditionen, weil sie die betragsmäßig höheren Geschäfte abschließen und weil sie eine gute bis sehr gute Bonität nachweisen können.
Zahlungsverkehr kann zwar durch das Zinsgeschäft oder das Finanzkommissionsgeschäft ausgelöst werden, doch hauptsächlich dient er der Zahlung zwischen Zahlungspflichtigem und Zahlungsempfänger. Jede Art der Bankberatung (Anlageberatung, Financial advisory, Financial Engineering) gehört zu den Indifferenzgeschäften.

## Wirtschaftliche Aspekte
„Indifferent“ (lateinisch indifferens, „unbestimmt“, „weder das eine noch das andere“) bedeutet in diesem Zusammenhang, dass diese Bankgeschäfte weder dem Kreditgeschäft oder dem Einlagengeschäft noch dem Kommissionsgeschäft zuzuordnen sind. Letzteres wird zuweilen auch zu den indifferenten Bankgeschäften gezählt. Indifferente Bankgeschäfte haben die Besonderheit, dass sie sich unmittelbar nicht in einer Bilanzposition niederschlagen und deshalb keine Bilanzwirksamkeit entfalten. Große Teile des Investment-Banking und vom Corporate Finance sind indifferente Geschäfte, bei denen die Kreditinstitute eine Informationstransformation vornehmen, also beratend tätig sind. 
In der Bankkalkulation gehören die vereinnahmten Gebühren folglich zu den Betriebserlösen der Betriebssphäre.